# Fredrik Alexander Funck
Fredrik Alexander Funck, född 20 december 1816 på Bolltorp i Skönberga församling, Östergötlands län, död där 28 maj 1874, var en svensk  friherre, godsägare och riksdagsman. Han var brorson till Fredrik Jakob Funck.
Fredrik Alexander Funck blev student vid Uppsala universitet 1831. Efter några år på den militära banan blev han 1837 underlöjtnant vid andra livgrenadjärregementet, men lämnade 1848 krigstjänsten för att ägan sig åt lantbruk på sitt gods Bolltorp. Han anlitades även flitigt i hembygdens allmänna ärenden och var 1863–1874 ledamot och flera år ordförande i länets landsting samt ordförande i Göta kanalbolagets direktion med mera. Som politiker var han ledamot av Ridderskapet och adeln 1847–1848, 1850–1851 och 1859–1866, och som sådan var han 1851 och 1859 statsrevisor. Efter representationen tillhörde Funck riksdagens första kammare 1867–1874 som representant för Östergötlands län. Han var ledamot i statsutskottet 1867–1874, från 1869 som dess vice ordförande och var vice talman 1873–1874 i första kammaren. I motståndet mot 1873 års kompromiss mellan värnpliktens utsträckning och grundskattens avskrivning spelade Funck en framträdande roll. 
Funck var kabinettskammarherre från 1859. Han blev 1872 ledamot av Lantbruksakademien. Han var kommendör av Vasaorden och kommendör av första klasen av Nordstjärneorden.
Han var gift med sin kusin friherrinnan Emilia Funck, som var dotter till Fredrik Jakob Funck.